# Green (zespół muzyczny)
Green – amerykański rockowy zespół muzyczny pochodzący z Chicago, działający od 1984 roku do dzisiaj.
Grupę utworzyli Jeff Lescher (gitara i wokal), John Diamond (bas i wokal) oraz John Valley (perkusja). Pierwszy album EP The Name Of This Group Is Green powstał w  1984 i zawierał 4 piosenki. Pierwszy album długogrający pt. Green pojawił się w 1986 i zawierał 14 piosenek, w tym powtórnie nagrane 4 piosenki z poprzedzającej go EPki.
Green zdobył popularność dzięki występom na żywo w okolicach Chicago i odbył kilka tras krajowych wraz z menadżerką Cindy Illig. W 1986 roku Diamond i Valley zdecydowali się opuścić zespół. Do planowanej krajowej trasy koncertowej Lescher dał ogłoszenia o naborze muzyków w lokalnych gazetach muzycznych. Z kręgu muzycznego Chicago przyłączył się basista Ken Kurson (który miał swój własny zespół Circles, a później Fronted The Lilacs), gitarzysta rytmiczny Stuart Shea i perkusista Rich Clifton. Shea odszedł po krótkiej trasie koncertowej. Drugi album LP Elaine MacKenzie zagrany w składzie 3-osobowym został wydany przez Pravda Records w 1987 r. a w nim takie utwory, jak "Heavy Metal Kids", "She Was My Girl" i "Radio Caroline".
W 1986 roku zespół zdobył w prasie muzycznej takie oceny, jak "najlepszy amerykański zespół, najlepszy autor piosenek, najlepszy piosenkarz, najlepszy album LP". W 1988 roku Green wydał singiel zatytułowany REM, po zespole R.E.M. wydali album zatytułowany Green.
W 1993 roku do grupy dołączył wokalista i basista Clay Tomasek, nagrywając z nimi EP Bittersweet. W 2001 roku zostało wydany szósty album Eau de Vie w wytwórni Jettison, należącej do Jeffa Pezzati.
W 2009 roku grupa wydała swój siódmy album The Planets firmowany przez wydawnictwo Gang Green. Był to ostatni dotychczas długogrający album grupy. 

## Obecny skład grupy
- Jeff Lescher – gitara i wokal
- Clay Tomasek – gitara basowa i wokal
- Jason Mosher – gitarzysta
- Mike Zelenko – perkusja

## Dyskografia

### Albumy LP
- 1986 - Green (Gang Green Records)
- 1987 - Elaine MacKenzie (Pravda Records)
- 1989 - White Soul (Megadisc Records)
- 1992 - The Pop Tarts (Megadisc Records)
- 1998 - Green 5 (B Track Records)
- 2001 - Eau de Vie (Jettison)
- 2009 - The Planets (Gang Green)

## Albumy EP
- 1984 - The Name Of This Group Is Green (Gang Green)
- 1991 - Bittersweet (Megadisc/PIAS)
- 1993 - Pathétique  (Widely Distributed)

### Single
- REM (tytuł był odpowiedzią na album R.E.M.)

## Kompilacje
- 1991 - White Soul & Bittersweet (Widely Distributed)
- 1993 - The Flowers in the Grass (Megadisc)